# Jean-Michel Charlier
Pour les articles homonymes, voir Jean-Michel et Charlier.
Jean-Michel Charlier, né le 30 octobre 1924 à Liège et mort le 10 juillet 1989 à Saint-Cloud, est un scénariste belge de bande dessinée. Il est considéré comme l'un des plus grands et des plus prolifiques scénaristes de bande dessinée de l'école franco-belge. Son talent de narrateur, sa capacité à construire des intrigues d'une grande complexité, s'étalant sur plusieurs albums tout en maintenant un rythme soutenu, son savoir-faire à fonder ses synopsis sur le contexte géopolitique du moment et les technologies militaires les plus récentes font de lui l'un des pères du genre du techno-thriller.

## Biographie

### Jeunesse

#### Enfance
Jean-Michel Charlier naît le 30 octobre 1924 à Liège, d'un père banquier qui par son travail a grimpé les échelons pour terminer au grade de fondé de pouvoir et d'une mère femme au foyer. À l'âge de cinq ans, il découvre la bande dessinée en lisant Zig et Puce par Alain Saint-Ogan dans le journal Le Dimanche illustré, Tintin par Hergé dans Le Petit Vingtième et surtout une série lituanienne intitulée Pitche, réalisée par Aleksas Stonkus qu'il lit dans le quotidien La Libre Belgique. Côté littérature, il est passionné par l'œuvre de Georges Simenon, ainsi que par Les Pardaillan de Michel Zévaco.
Très tôt, il dessine des bandes dessinées dans ses cahiers et se raconte dans sa tête des histoires d'aventures qui regorgent de rebondissements. Il fait ses études chez les jésuites et fréquente les scouts. À l'âge de seize ans, il écoute les émissions de Ray Ventura et son orchestre à la radio. La camaraderie qui règne dans le film Tourbillon de Paris, où Ray Ventura interprète son propre rôle, le fascine au point d'aller le voir plusieurs fois de suite jusqu'à épuisement de ses économies. Il rêve désormais d'intégrer la bande de Ray Ventura et fait même une fugue pour le rencontrer à Paris, mais sans le sou il ne peut aller bien loin. La musique va devenir l'une de ses passions jusqu'à fonder durant la guerre son propre groupe vocal avec des copains qu'ils baptisent Le Foss' Nott' Club. Ils chantent dans les soirées dansantes clandestines et fêtes du patronage.

#### Guerre et occupation
Lorsque les Allemands envahissent la Belgique en mai 1940, il travaille comme ambulancier dans l'ancien hôpital militaire de Liège. Il envisage d'être officier de marine, mais la guerre l'en empêche. Il intègre l'université (dont l'administration est contrôlée par l'occupant allemand), mais est si peu assidu que les Allemands le condamnent à un an de travail obligatoire en Allemagne. Il est sauvé par un médecin allemand qui profite de sa maigreur pour le faire passer pour tuberculeux. À la place, il est consigné pendant un an dans une fonderie belge. À la fin de la guerre, il rejoint brièvement un mouvement de résistance très mal organisé où il manque de peu à plusieurs reprises d'être démasqué par les Allemands.

### À la World Press

#### Les débuts
En parallèle de ses études de droit, il est embauché à la World Press comme dessinateur et « donneur d'idées ». Cette jeune entreprise de presse fournit du contenu publiable aux éditions Dupuis dont les publications reparaissent à partir du 5 octobre 1944. Il connaît le responsable et créateur de la société Georges Troisfontaines par l'intermédiaire de sa sœur et du fait qu'il l'a croisé à La Gazette de Liège où il avait tenté de se faire recruter. Troisfontaines pense déceler en Charlier un grand dessinateur en devenir capable notamment de remplacer Al Peclers. Jean-Michel Charlier commence ainsi par illustrer les pages de Georges Troisfontaines (qui utilise le pseudonyme de Georges Cel) sur l'aviation et le modélisme dans l'hebdomadaire Spirou. Après avoir décroché son doctorat en droit, il intègre comme stagiaire un cabinet d'avocat, principalement pour faire plaisir à son père. Après quelques semaines, il réalise qu'il préfère ses activités à la World Press, d'autant plus qu'il commence à placer ses propres bandes dessinées dans Spirou. Sous le pseudonyme de Flettner, il illustre des cours d'aviation intitulés La Page illustré du C.S.A. (C.S.A. : Club Spirou aviation) et la rubrique Spirou sport.

#### La création deBuck Danny
À la World Press, il se lie d'amitié avec un jeune dessinateur du nom de Victor Hubinon. Ensemble, ils produisent une première histoire, L'Agonie du Bismarck. Dans ce récit de guerre, publié en 1946 du no 439 au no 454 du journal Spirou, Jean-Michel Charlier s'occupe du scénario et du dessin des engins mécaniques comme les avions ou les bateaux en s'inspirant du travail du peintre (de la marine) Léon Haffner. En 1947, la série Buck Danny fait son apparition dans Spirou. Les versions de cette création divergent. Selon Charlier, il a l'idée de Buck Danny en lisant un reportage sur les Tigres volants, mais après une brouille avec Georges Troisfontaines, ce dernier récupère l'idée pour écrire les treize premières pages de la première histoire de la série. Puis, ne parvenant pas à suivre le rythme de parution, il confie l'écriture de la suite à Charlier. Selon Victor Hubinon, c'est lui-même qui aurait écrit le scénario des onze premières planches avant d'être très mal corrigé par Georges Troisfontaines qui aurait condensé trop d'action dans une seule planche. Hubinon demande alors à Charlier de reprendre le scénario. Troisfontaines affirme toujours être le créateur du personnage au point de se faire reconnaître légalement comme co-créateur par une décision de justice en 1997. 
Tous s'accordent pour dire que Troisfontaines a écrit les premières pages de Buck Danny, le passage de témoin avec Jean-Michel Charlier est situé entre la neuvième et la seizième planche. C'est à ce moment que la narration passe de la première personne (du singulier) à la troisième, plus classique. Au cours de l'été, il se rend compte qu'il est difficile de raconter une histoire d'aviation sans être soi-même pilote, et il passe avec Victor Hubinon son brevet de pilote.
En parallèle de son travail pour Spirou, Charlier collabore avec le journal Bimbo entre 1948 et 1950 sous le pseudonyme de Charvick. Il illustre une rubrique didactique sur la marine et l'aviation intitulée Le Cours du chef-pilote et crée avec Hubinon la série Joë la Tornade qui raconte les aventures d'un enquêteur français dans les îles du Pacifique. Les éditions Dupuis, mécontentes de voir des auteurs « maison » écrire ou dessiner pour d'autres publications, signent un contrat d'exclusivité avec la World Press. En contrepartie, Dupuis s'engage à sortir rapidement les albums de Buck Danny. La seconde moitié de l'histoire de Joë la Tornade est donc réalisée par Albert Weinberg.

#### Le studio World Press
L'ambition de Georges Troisfontaines augmente avec le temps. Il a désormais pour idée de créer un véritable studio à l'américaine où plusieurs dessinateurs et scénaristes participeraient à des superproductions de la bande dessinée. Dans cette optique, l'histoire Tarawa, atoll sanglant est réalisée en 1948 pour le journal Le Moustique. Elle est l'adaptation d'un récit de guerre d'un correspondant américain et Charlier se documente considérablement pour rendre cette histoire la plus crédible possible. Si le scénario est écrit par Charlier, des réunions sont organisées chaque semaine pour que les collaborateurs de la World Press apportent des idées nouvelles et des rebondissements à l'intrigue. 
Avec Victor Hubinon, il réalise une biographie de Surcouf qui est publiée dans le journal Spirou entre 1949 et 1952. Ils partent se documenter directement à Saint-Malo auprès des descendants du corsaire, afin d'avoir accès aux journaux de bord. Cette longue histoire est ensuite publiée par Dupuis en trois albums. À la fin des années 1940, Troisfontaines distingue les rôles au sein de la World Press entre les dessinateurs, les scénaristes, les encreurs, ou encore les publicitaires. Charlier est lui nommé directeur artistique et éditorial. Jijé lui conseille alors d'arrêter le dessin pour se consacrer entièrement à l'écriture des scénarios. En 1952, Charlier est engagé comme pilote au sein de la Sabena. Il n'y reste qu'une seule année, écœuré de ne faire que des boulots de seconde zone que personne ne veut au lieu de faire des trajets long courrier.
Dans les années 1950, la World Press se rapproche de l'International Press dirigée par Yvan Chéron. Les deux sociétés travaillent avec les mêmes auteurs, mais avec des clients différents. Plus tournée vers la France, l'International Press engage le Français Albert Uderzo à travailler dans ses bureaux bruxellois que l'agence partage alors avec la World Press. Charlier, séduit par ses dessins, lui propose une collaboration sur des pages jeunesses destinées au supplément du quotidien La Wallonie. Les deux auteurs s'entendent pour reprendre ensemble la série Belloy créée deux ans auparavant par Uderzo. Charlier reprend le scénario le temps de quatre histoires publiées jusqu'en 1958. Il place aussi deux nouvelles séries dans le supplément jeunesse de La Libre Belgique. La première, Tiger Joe, dessinée par Victor Hubinon, raconte les aventures d'un guide de chasse en Afrique, la série sera reprise plus tard dans Pistolin et Pilote. La seconde s'intitule Fanfan et Polo, est dessinée par Dino Attanasio, et met en scène deux enfants qui provoquent des catastrophes lorsqu'ils essayent de faire voler des avions en papier. Après deux histoires, René Goscinny prend la suite de Jean-Michel Charlier au scénario. En 1953, il écrit les aventures pleines d'humour d'Alain et Christine dessinées par Martial.

#### L'Oncle Paul
Au début des années 1950, Dupuis, inquiet de la censure qui opère en France, demande à la World Press de lui fournir une nouvelle rubrique éducative illustrée qui servirait aussi de banc d'essai pour les jeunes auteurs de la maison d'édition. Chargé de trouver ce nouveau concept, Jean-Michel Charlier se souvient d'une histoire qu'il a écrite en 1947 pour Hubinon mettant en scène un oncle américain racontant à ses neveux un épisode de la guerre du Pacifique. Il s'inspire de ce concept pour lancer une série didactique de quatre pages, racontant un épisode de l'Histoire mondiale, qu'il intitule Les Belles Histoires de l'oncle Paul. La première histoire, Cap plein sud dessinée par Eddy Paape, est publiée dans le no 668 du 1er février 1951. D'abord bimensuelle, elle devient hebdomadaire avec le succès. De 1951 à 1954, Jean-Michel Charlier écrit le scénario d'au moins vingt-neuf histoires de l'Oncle Paul pour divers auteurs. Pris par d'autres projets, il doit céder sa place de scénariste à Octave Joly qui la garde jusque dans les années 1980.

#### La reprise deValhardi
Dans les années 1950, la World Press récupère la série Jean Valhardi. Publiée dans Spirou depuis 1941, elle est l'œuvre d'Eddy Paape depuis que celui-ci a succédé à son créateur Jijé. Or Charles Dupuis, qui apprécie médiocrement le dessin d'Eddy Paape et encore moins les scénarios que lui écrit Yvan Delporte, pense à arrêter cette série. C'est alors que Georges Troisfontaines propose de reprendre Jean Valhardi au sein de la World Press. Il confie l'écriture des histoires à Charlier. Celui-ci, dans sa première histoire, Le Château maudit, compose le scénario de semaine en semaine sans trop savoir où il va. Le personnage d'Arsène devient le nouveau faire-valoir du héros, au détriment de Jacquot. Jean-Michel Charlier écrit deux autres histoires à Eddy Paape, puis une autre à Jijé en 1957 lorsque celui-ci reprend les rênes de la série. Charlier n'a pourtant jamais eu d'affection pour ce personnage qu'il n'a pas créé, et Jijé termine à sa façon le scénario que Charlier a écrit pour lui.
À partir de 1952, Charlier écrit la rubrique Le Coin des petits curieux et les jeux du Coin des dégourdis, qui sont illustrés par Eddy Paape. La même année, il rencontre une jeune femme qu'il épouse l'été suivant et qui donne naissance à leur fils Philippe en 1954. La famille s'installe définitivement à Saint-Cloud, en banlieue parisienne, ce qui oblige Jean-Michel Charlier à faire régulièrement des allers-retours entre son domicile et Bruxelles. Le 26 octobre 1952, Dupuis lance une nouvelle formule de son journal féminin Bonnes Soirées. La World Press a réussi à récupérer presque l'intégralité des rubriques et bande dessinée qui publient l'hebdomadaire. Jean-Michel Charlier est évidemment mis une nouvelle fois à contribution pour écrire des scénarios, notamment celles de longues histoires sentimentales illustrées par divers dessinateurs comme Jijé ou Gérald Forton. Jean-Michel Charlier ne cache jamais que ces histoires étaient écrites dans l'unique but d'arrondir ses fins de mois.

#### Diverses créations
En 1953, il crée la série Kim Devil pour le dessinateur Gérald Forton. Publiée dans Spirou, elle met en scène les aventures d'un chasseur de trésor dans la forêt amazonienne. La série dure le temps de quatre histoires jusqu'en 1956 où elle s'arrête brutalement malgré le désir de Jean-Michel Charlier de la continuer. À la même période, il cosigne avec Xavier Snoeck des romans pour Le Moustique. L'année suivante Charlier publie avec Mitacq la série La Patrouille des Castors dans Spirou, mettant en scène une troupe de scouts. Cela fait quatre ans que Mitacq a proposé la série à Georges Troisfontaines qui refuse systématiquement ses synopsis. Il lui propose alors de prendre Jean-Michel Charlier pour écrire les scénarios. Ce dernier accepte en souvenir de ses années de scoutisme qui ont été selon lui « extraordinaires ». Pour La Patrouille des Castors, Jean-Michel Charlier n'hésite pas à ajouter des passages didactiques pour dédramatiser l'ambiance et faire plaisir à la censure échaudée par Buck Danny.
Entre 1955 et 1956, il participe à l'aventure du journal Risque-Tout. Idée de Troisfontaines pour séduire un public plus âgé que celui de Spirou, ce périodique des éditions Dupuis qui offre des histoires courtes des principaux héros du journal Spirou est vu d'un mauvais œil par les auteurs-maison, Jean-Michel Charlier en tête : ils trouvent dommage de gâcher ainsi des scénarios qui auraient mérité un meilleur développement. Avec Eddy Paape, Charlier crée une série inédite pour Risque-Tout intitulée André Lefort dont les aventures restent inachevées à cause de la disparition du journal. La brève existence de Risque-Tout et son échec provoquent des bouleversements au sein de la World Press. Les collaborateurs commencent à remettre en cause leurs conditions de travail où les trop bas salaires côtoient l'absence de droits d'auteurs et une faible reconnaissance.

#### La fronde et le départ de la World Press
Au début de l'année 1956, plusieurs auteurs mécontents de leur traitement par les éditeurs, décident de signer une charte pour la formation d'un syndicat d'auteurs. Ayant eu vent du projet, Georges Troisfontaines décide de licencier arbitrairement trois signataires pour l'exemple. Jean-Michel Charlier, qui est l'un des meneurs de la fronde, intervient auprès de son patron pour la réintégration des trois exclus. Ce dernier finit par en réembaucher deux sur trois (Eddy Paape et Gérald Forton), mais refuse de reprendre René Goscinny. Par solidarité et fidélité à l'engagement qu'ils avaient pris, Albert Uderzo et Jean-Michel Charlier quittent la World Press. Ce départ s'accompagne de représailles de la part des éditeurs : durant deux ans, les trois frondeurs ne parviennent plus à trouver du travail dans l'édition. Pour vivre, Jean-Michel Charlier doit enchaîner les petits boulots comme le démarchage au porte-à-porte.

### Créateur de journaux
Jean Hébrard, qui s'occupait auparavant de la publicité au sein de la World Press et qui vient d'hériter, s'associe avec Jean-Michel Charlier, René Goscinny et Albert Uderzo pour créer une entreprise dont il serait l'administrateur. Il divise son entreprise en deux agences qu'il nomme ÉdiFrance pour la publicité et ÉdiPresse pour la fourniture de contenus aux journaux. Leur première mesure est de racheter le périodique publicitaire Pistolin, dont ils avaient participé au lancement au temps de la World Press. Jean-Michel Charlier devient avec René Goscinny le corédacteur en chef du journal. Jean-Michel Charlier y publie plusieurs séries, des reprises comme Tiger Joe et Belloy, mais aussi des créations originales comme la série humoristique Rosine, petite fille modèle et Les Grands Noms de l'histoire de France, une série dont le concept est proche de L'Oncle Paul. Il écrit pour chaque numéro, la rubrique Les Enfants héroïques, des pages de jeux, des courts romans et des dossiers didactiques. L'ultime numéro de Pistolin paraît en août 1958.
Ils créent ensemble le journal publicitaire Jeannot, qui est publié de février 1957 à juin 1958. Jean-Michel Charlier y publie une nouvelle bande dessinée didactique titrée Ils ont vécu une grande aventure là aussi dessinée par divers dessinateurs. En plus, Jean-Michel Charlier travaille avec Albert Uderzo sur différents projets publicitaires pour des grands groupes. Il s'agit le plus souvent de petits fascicules contenant des bandes dessinées publicitaires que les entreprises offrent à leurs clients. À la même époque, Jean-Michel Charlier imagine un supplément jeunesse qui serait encarté dans les quotidiens. Une maquette est montée et Jean-Michel Charlier imagine plusieurs bandes dessinées, dont une histoire d'aviation militaire, une histoire de cape et d'épée et une histoire à l'eau de rose. Il fait aussi un essai pour un western, qui ne sera pas retenu pour la maquette, mais qui préfigure Blueberry. Finalement, pour des raisons financières, Le Supplément Illustré ne voit jamais le jour et seule la série Clairette, dessinée par Albert Uderzo, est exploitée par la suite dans l'hebdomadaire Paris Flirt. En 1957, un projet de magazine intitulé Radio-Télé composé d'articles sérieux et parodiques sur les médias est monté, mais ne dépasse pas le stade du no 0 d'essai.
Cette frénésie créatrice pour les journaux ne l'empêche pas de continuer son métier de scénariste. Il prend contact avec André Fernez, le rédacteur en chef de Tintin, qui l'embauche pour écrire des romans illustrés dans l'hebdomadaire. Jean-Michel Charlier en publie plusieurs d'abord sous le pseudonyme de Michel Philippe, puis sous son véritable nom. Il écrit toujours, mais désormais de manière anonyme (à l'époque le scénariste est embauché et rémunéré par le dessinateur), ses séries dans le journal Spirou et en invente même des nouvelles, notamment une série se déroulant au Moyen Âge intitulée Thierry le Chevalier pour l'Espagnol Carlos Laffond. À partir de juillet 1958, il crée le reporter Marc Dacier qui connaît treize histoires en une petite dizaine d'années. Ce routard est créé pour Eddy Paape, alors en manque de série. Il est inspiré par Alain de Prelle qui a réalisé un tour du monde avec un billet de mille francs belges pour un livre paru aux éditions Dupuis, ainsi que par le livre Les Cinq Sous de Lavarède. Si les idées de base de cette série ne sont guère originales, le talent de Jean-Michel Charlier pour les raconter en ont fait une des séries les plus marquantes pour les lecteurs de l'époque.

### Les annéesPilote

#### La création de l'hebdomadaire
En 1958, l'agence où travaille Jean-Michel Charlier s'associe avec Radio Luxembourg qui rêve de créer une sorte de Paris Match pour les jeunes. L'équipe réalise plusieurs maquettes destinées à convaincre les annonceurs. Le premier numéro de Pilote sort le 29 octobre 1959, et Charlier y scénarise trois nouvelles séries appelées à devenir célèbres : Les Aventures de Tanguy et Laverdure, Barbe-Rouge et Jacques Le Gall, dessinées respectivement par Albert Uderzo, Victor Hubinon et Mitacq. Il anime aussi anonymement des rubriques et textes didactiques. La rédaction tourne avec seulement trois personnes, Albert Uderzo, René Goscinny et lui-même qui occupe le poste de directeur artistique. À cette équipe, se greffent de nombreux reporters de Radio Luxembourg.

#### Trois nouvelles séries pourPilote
Pour Pilote, Jean-Michel Charlier crée donc trois nouvelles séries. La série Les Aventures de Tanguy et Laverdure, dessinée par Albert Uderzo, est inspirée d'un essai pour la maquette du Supplément Illustré qui met en scène les exploits d'un aviateur français nommé Marc Laurent. Pour Pilote, celui-ci est renommé Michel Tanguy et affublé d'un compagnon gaffeur Ernest Laverdure. La série Barbe-Rouge, dessinée par Victor Hubinon, est inspirée par le pirate anglais Barbe Noire et les récits d'aventure que lisait Jean-Michel Charlier dans sa jeunesse. Depuis plusieurs années, Jean-Michel Charlier scénarise des histoires de pirate dans les Oncle Paul, Les Grands Noms de l'histoire de France et dans la série Surcouf, avec déjà Victor Hubinon au dessin. Il parvient à convaincre Hubinon de se lancer dans cette nouvelle série, malgré son lourd travail sur Buck Danny. Jacques Le Gall dessinée par Mitacq, met en scène un jeune campeur qui vit des aventures proches du fantastique.
Parallèlement, il continue d'écrire pour les éditions Dupuis. Il ne s'entend toutefois ni avec Charles Dupuis, qui incite ses dessinateurs à reprendre eux-mêmes le scénario des séries écrites par Jean-Michel Charlier, ni avec le rédacteur en chef de Spirou Yvan Delporte qui est beaucoup trop farfelu pour lui. Il contribue pourtant à écrire des romans-photos à l'eau de rose pour le magazine Bonnes Soirées, qui met notamment en scène sa fiancée Nadine Latier,. Il crée même une nouvelle série pour Spirou en 1960. Intitulée Simba Lee, elle met en scène un chasseur de fauves dessiné par Herbert qui vit le temps de deux aventures. Il écrit aussi anonymement quelques histoires pour Dan Cooper pour dépanner son ami Albert Weinberg.

#### La vente dePiloteà Dargaud
Un an après sa création, Pilote se retrouve en difficulté financière. Tous les éditeurs de presse pour enfants se pressent pour racheter l'hebdomadaire (Jean-Michel Charlier s'occupe personnellement des tractations avec Dupuis), mais c'est Dargaud qui remporte la mise. Dans la foulée du rachat, l'éditeur procède à une augmentation de capital, qui oblige Jean-Michel Charlier, Albert Uderzo et René Goscinny à vendre leurs parts du journal, les trois associés ne deviennent plus que de simples rédacteurs de Pilote. La formule de l'hebdomadaire change pour s'intéresser aux yéyés au détriment de la bande dessinée, mais le journal peine à trouver son public et les rédacteurs en chef se succèdent à la tête du journal. En septembre 1963, Dargaud convoque Jean-Michel Charlier et René Goscinny et leur pose un ultimatum : soit ils prennent la tête de la rédaction, soit il arrête Pilote. Ils deviennent ainsi co-rédacteurs du périodique et changent immédiatement la formule pour recentrer la ligne éditoriale autour de la bande dessinée. 
Durant cette période, Jean-Michel Charlier crée en 1961 une nouvelle série intitulée Guy Lebleu. Dessinée par Raymond Poïvet, elle met d'abord en scène un reporter de l'émission Allô D.M.A diffusée sur Radio-Luxembourg, puis dérive sur des aventures policières plus traditionnelles. Avant de leur confier la tête de la rédaction de Pilote, Dargaud test le duo en le nommant responsable éditorial du journal Record qui vient d'être lancé. Dans ce périodique, Jean-Michel Charlier écrit des jeux illustrés par Will et une aventure du marin Ned Tiger dessinée par Eddy Paape,.

#### Blueberry
En 1962, lors d'un voyage aux États-Unis, il réalise une série de reportages sur le pays. En rencontrant la tribu des Pueblos lui vient l'idée de réaliser une bande dessinée de style western. Dans les années 1950, il s'était déjà essayé au western avec certaines histoires semblables à Fort Navajo. Il contacte d'abord Jijé, grand spécialiste du genre avec sa série Jerry Spring, mais ce dernier débordé de travail, lui conseille de s'adresser à l'un de ses élèves, Jean Giraud. Ce dernier avait déjà, il y a quelques années, sollicité Jean-Michel Charlier pour qu'il lui écrive une histoire se déroulant à l'époque du Far West. Contrairement à ses autres séries militaires, Blueberry met en scène un soldat qui n'aime pas l'armée et apprécie les Amérindiens.

#### L'indépendance à la World Press
Dans les années 1960, Dargaud essaye de décrocher l'exclusivité du travail de Jean-Michel Charlier. Celui-ci travaille toujours clandestinement pour le journal Spirou, en continuant à écrire des scénarios pour La Patrouille des Castors et Buck Danny et même une nouvelle histoire Les Aventures de Marco Polo. La World Press sert d'intermédiaire avec les éditions Dupuis et lui. La détermination de Mitacq permet aux auteurs de prendre leur indépendance sur l'agence de presse fondée par Georges Troisfontaines. Depuis le début, la World Press prélève 20 % des droits d'auteurs, le dessinateur de La Patrouille des Castors finit par s'insurger de cette situation et attaque en justice l'agence de presse. Le contrat est rompu en mars 1968, même si la répartition sur les œuvres postérieures au jugement demeure identique jusqu'en 2000. À la suite de cette décision de justice, la World Press arrête la production de bande dessinée, libérant ainsi les auteurs de leurs engagements.
À partir de 1964, Jean-Michel Charlier est parodié dans la série Achille Talon de Michel Greg. Il est à chaque fois représenté avec un énorme sandwich dans les mains, ce qui avait le don d'agacer l'intéressé. En 1967, il devient co-rédacteur en chef, avec Albert Uderzo, de l'hebdomadaire L'Illustré du dimanche publié par Dargaud. Reprenant l'idée du Supplément Illustré mis au point dix ans plus tôt, le journal est proposé en supplément de nombreux quotidiens français. Il est composé de reprises de Pilote, Spirou, Tintin et du Journal de Mickey, ainsi que des quelques inédits. Ce périodique ne vit que le temps de vingt-quatre numéros. La série Tanguy et Laverdure est reprise graphiquement par Jijé à partir de l'année 1968. Celui-ci n'hésite pas à retoucher les textes de Jean-Michel Charlier pour écourter les passages comiques.

#### La démission dePilote
En mai 1968, certains auteurs profitent de l'agitation pour contester les deux co-rédacteurs en chef du journal. René Goscinny, mis en accusation devant une sorte de tribunal populaire par certains auteurs qu'il a lancés et qui désormais lui reprochent son succès, décide de virer les meneurs qui sont Nikita Mandryka et Jean Giraud. Il faut une intervention de Jean-Michel Charlier pour qu'ils soient repris dans Pilote. Après cet événement, l'ambiance au sein de l'équipe du journal se dégrade petit à petit. René Goscinny devient alors directeur de Pilote et impose sa patte sur la ligne éditoriale pour en faire un journal véritablement pour adultes, alors que Jean-Michel Charlier reste partisan d'un journal pour adolescents. Il finit par démissionner en octobre 1972 de sa fonction de co-rédacteur en chef. Dargaud le nomme directeur littéraire, chargé de l'édition des albums. Il quitte les éditions Dargaud en 1974 à la suite d'une mésentente concernant la politique éditoriale. Tout en continuant d'écrire des scénarios pour la bande dessinée, il part aux États-Unis pour tourner Les Dossiers Noirs, série d'enquêtes télévisées qui seront diffusées sur FR3.

### Un homme de télévision et de bande dessinée

#### Sur la seconde et troisième chaîne française
Le 16 septembre 1967, est diffusé le premier épisode de la série télévisée Les Chevaliers du ciel, une adaptation de la bande dessinée Les Aventures de Tanguy et Laverdure. Jean-Michel Charlier devient le responsable de l'écriture des scénarios de la série qui dure le temps de trois saisons et est un énorme succès commercial aussi bien en France qu'à l'étranger. En 1974, Jean-Michel Charlier joue un petit rôle dans le film Stavisky où il interprète un commissaire divisionnaire. Il rejoint la troisième chaine de télévision française lors de sa création pour y présenter une série reportage intitulée Les Dossiers noirs. À la même période, il écrit des épisodes pour le feuilleton Les Aventures du capitaine Lückner. 

#### Projets divers dans la bande dessinée
Dans les années 1970, il ne coupe pas complètement les ponts avec la bande dessinée. Après son départ de Pilote, il continue de collaborer avec le journal Spirou. Il lance une nouvelle série intitulée Brice Bolt dessinée par l'Espagnol Aldoma Puig. Son idée première était de relancer Marc Dacier, mais devant le graphisme du dessinateur espagnol trop éloigné de l'original, il décide de changer pour un nouveau héros. La série ne connaît qu'un seul épisode, les lecteurs reprochant des graphismes trop pop art et des thèmes fantaisies. Après cet essai, il privilégie désormais ses séries les plus rentables jusqu'en 1979.
L'une des dernières grosses créations de Jean-Michel Charlier s'intitule Jim Cutlass. Il s'agit d'une série de western dessinée par Jean Giraud pour Pilote en 1976, puis quelques années plus tard pour le mensuel Métal hurlant. La même année, il est contacté par la société Iffort qui vient de racheter la version française du journal Tintin. Il se voit proposer le poste de rédacteur en chef, mais il le refuse n'ayant aucune envie de replonger dans l'édition après quinze ans à la tête de Pilote. Il accepte néanmoins de constituer une équipe éditoriale et de transférer plusieurs séries issues initialement de Pilote. L'année suivante il refuse de renouveler son contrat, car les contraintes sont trop fortes. L'édition française de Tintin a l'obligation contractuelle de proposer 75 % du même contenu que l'édition belge et Jean-Michel Charlier ne supporte pas d'avoir les mains liées de la sorte. 
Après son départ de Tintin, il est recruté par le groupe de presse allemand Axel Springer qui lance un journal de bande dessinée à l'échelle européenne Super As. Avec lui, ses séries comme Blueberry, Barbe-Rouge et Tanguy et Laverdure le suivent dans l'hebdomadaire. Il crée quand même une nouvelle série intitulée Les Gringos basée sur la documentation qu'il a accumulée sur la révolution mexicaine pour ses émissions de télévision. Cette série dessinée par l'Espagnol Víctor de la Fuente, ne connaît que deux épisodes.
En 1979, il adapte en bande dessinée pour Spirou l'un de ses feuilletons qu'il baptise Michel Brazier. Cette histoire est dessinée par André Chéret, un auteur avec lequel il désire collaborer depuis longtemps. La série reste inachevée. Il s'agit de sa dernière collaboration avec Spirou. Depuis la mort de Victor Hubinon, Buck Danny est suspendue, alors que Mitacq s'occupe désormais seul du scénario de La Patrouille des Castors. À la fin des années 1970, il essaye d'adapter en bande dessinée aux éditions Glénat ses Dossiers noirs, mais les différents dessinateurs à l'essai ne parviennent pas à convaincre.
La mort de Super As en 1980, permet aux éditions Novedi de racheter les séries les plus intéressantes de l'hebdomadaire, dont celle de Jean-Michel Charlier. Désormais ses histoires paraissent directement en album, sauf quelques exceptions. Ainsi Tanguy et Laverdure, dont le graphisme est repris par Patrice Serres après la mort de Jijé, est publiée dans la revue Le Pèlerin. Barbe-Rouge est-elle reprise par Patrice Pellerin. En 1982, il essaye de lancer un hebdomadaire de bande dessinée destiné à être sponsorisé et distribué gratuitement dans les grandes surfaces. Intitulé Extra, il ne dépasse jamais le stade du projet. Dans les années 1980, il décroche un contrat avec Canada Dry pour produire une bande dessinée. Il recrute le dessinateur Al Coutelis pour produire une histoire intitulée L'Ange de la mort destinée au mensuel L'Écho des savanes, où le produit est mentionné à quelques reprises durant la narration.

#### Sur TF1
Dans les années 1980, il présente sur TF1 des séries de reportages sur les grandes affaires du vingtième siècle intitulées Les Grandes Enquêtes de TF1, puis Services secrets. Jean-Michel Charlier s'occupe lui-même de la réalisation et du montage de ses reportages. Beaucoup de ses reportages sont aussi adaptés en livre notamment chez Robert Laffont.

#### Dernier projet et décès
Après la disparition des éditions Novedi en 1988, il confie ses séries à la maison d'édition suisse Alpen Publishers.
Il meurt le 10 juillet 1989 à Paris,, à l'âge de 64 ans. Quelques mois après sa mort, son ultime histoire, qui met en scène un policier maritime privé, est publiée dans le journal Okapi. Il est inhumé au cimetière de Saint-Cloud (Hauts-de-Seine).

## Œuvre

### Albums
Cette liste regroupe la première édition des albums de la série régulière.

#### André Lefort
- 1. L'Énigme du diadème d'or, Bédéscope, 1978
Scénario : Jean-Michel Charlier - Dessin : Eddy Paape

#### Barbe-Rouge
- 1. Le Démon des Caraïbes, Dargaud, 1961
Scénario : Jean-Michel Charlier - Dessin : Victor Hubinon
- 2. Le Roi des sept mers, Dargaud, 1962
Scénario : Jean-Michel Charlier - Dessin : Victor Hubinon
- 3. Le Fils de Barbe-Rouge, Dargaud, 1963
Scénario : Jean-Michel Charlier - Dessin : Victor Hubinon
- 4. Défi au Roy, Dargaud, 1964
Scénario : Jean-Michel Charlier - Dessin : Victor Hubinon
- 5. Les Révoltés de l'Océane, Dargaud, 1965
Scénario : Jean-Michel Charlier - Dessin : Victor Hubinon
- 6. Le Vaisseau fantôme, Dargaud, 1966
Scénario : Jean-Michel Charlier - Dessin : Victor Hubinon
- 7. L'Île de l'homme mort, Dargaud, Paris, 1967
Scénario : Jean-Michel Charlier - Dessin : Victor Hubinon
- 8. Le Piège espagnol, Dargaud, 1968
Scénario : Jean-Michel Charlier - Dessin : Victor Hubinon
- 9. La Fin du « Faucon noir », Dargaud, 1969
Scénario : Jean-Michel Charlier - Dessin : Victor Hubinon
- 10. Mort ou vif, Dargaud, 1970
Scénario : Jean-Michel Charlier - Dessin : Victor Hubinon
- 11. Le Trésor de Barbe-Rouge, Dargaud, 1971
Scénario : Jean-Michel Charlier - Dessin : Victor Hubinon
- 12. La Mission secrète de l'Épervier, Dargaud, 1971
Scénario : Jean-Michel Charlier - Dessin : Victor Hubinon
- 13. Barbe-Rouge à la rescousse, Dargaud, 1972
Scénario : Jean-Michel Charlier - Dessin : Victor Hubinon
- 14. Le Pirate sans visage, Dargaud, 1972
Scénario : Jean-Michel Charlier - Dessin : Victor Hubinon
- 15. Khaïr le More, Dargaud, 1973
Scénario : Jean-Michel Charlier - Dessin : Victor Hubinon
- 16. La Captive des Mores, Dargaud, 1973
Scénario : Jean-Michel Charlier - Dessin : Victor Hubinon
- 17. Le Vaisseau de l'enfer, Dargaud, 1974
Scénario : Jean-Michel Charlier - Dessin : Victor Hubinon
- 18. Raid sur la corne d'or, Fleurus, 1979
Scénario : Jean-Michel Charlier - Dessin : Jijé et Lorg
- 19. L'Île des vaisseaux perdus, Fleurus, 1980
Scénario : Jean-Michel Charlier - Dessin : Jijé et Lorg
- 20. Le Jeune Capitaine, Dargaud, 1981
Scénario : Jean-Michel Charlier - Dessin : Victor Hubinon
- 21. Les Disparus du Faucon noir, Hachette, 1982
Scénario : Jean-Michel Charlier - Dessin : Christian Gaty et Jijé
- 22. Trafiquants de bois d'ébène, Hachette, 1983
Scénario : Jean-Michel Charlier - Dessin : Patrice Pellerin
- 23. L'Or maudit de Huacapac, Novedi, 1984
Scénario : Jean-Michel Charlier - Dessin : Christian Gaty
- 24. La Cité de la mort, Novedi, 1987
Scénario : Jean-Michel Charlier - Dessin : Christian Gaty
- 25. Les Révoltés de la Jamaïque, Novedi, 1987
Scénario : Jean-Michel Charlier - Dessin : Patrice Pellerin
- 26. Pirates en mer des Indes, Alpen Publishers, 1991
Scénario : Jean-Michel Charlier (21 premières planches) et Jean Ollivier - Dessin : Christian Gary

#### Belloy
- 1. Chevalier sans armure, Éditions Michel Deligne, Bruxelles, 1977
Scénario : Jean-Michel Charlier - Dessin : Albert Uderzo
- 2. La Princesse captive, Éditions Michel Deligne, Bruxelles, 1977
Scénario : Jean-Michel Charlier - Dessin : Albert Uderzo
- 3. Le Baron maudit, Éditions Michel Deligne, Bruxelles, 1977
Scénario : Jean-Michel Charlier - Dessin : Albert Uderzo
- 4. L'Homme qui avait peur… de son ombre, Éditions Michel Deligne, Bruxelles, 1977
Scénario : Jean-Michel Charlier - Dessin : Albert Uderzo

#### Blueberry
- 1. Fort Navajo, Dargaud, 1965
Scénario : Jean-Michel Charlier - Dessin : Jean Giraud
- 2. Tonnerre à l'ouest, Dargaud, 1966
Scénario : Jean-Michel Charlier - Dessin : Jean Giraud et Jijé
- 3. L'Aigle solitaire, Dargaud, 1967
Scénario : Jean-Michel Charlier - Dessin : Jean Giraud
- 4. Le Cavalier perdu, Dargaud, 1968
Scénario : Jean-Michel Charlier - Dessin : Jean Giraud et Jijé
- 5. La Piste des Navajos, Dargaud, 1969
Scénario : Jean-Michel Charlier - Dessin : Jean Giraud
- 6. L'Homme à l'étoile d'argent, Dargaud, 1969
Scénario : Jean-Michel Charlier - Dessin : Jean Giraud
- 7. Le Cheval de fer, Dargaud, 1970
Scénario : Jean-Michel Charlier - Dessin : Jean Giraud
- 8. L'Homme au poing d'acier, Dargaud, 1970
Scénario : Jean-Michel Charlier - Dessin : Jean Giraud
- 9. La Piste des Sioux, Dargaud, 1971
Scénario : Jean-Michel Charlier - Dessin : Jean Giraud
- 10. Général “Tête Jaune”, Dargaud, 1971
Scénario : Jean-Michel Charlier - Dessin : Jean Giraud
- 11. La Mine de l'Allemand perdu, Dargaud, 1972
Scénario : Jean-Michel Charlier - Dessin : Jean Giraud
- 12. Le Spectre aux balles d'or, Dargaud, 1972
Scénario : Jean-Michel Charlier - Dessin : Jean Giraud
- 13. Chihuahua Pearl, Dargaud, 1973
Scénario : Jean-Michel Charlier - Dessin : Jean Giraud
- 14. L'Homme qui valait 500 000 $, Dargaud, 1973
Scénario : Jean-Michel Charlier - Dessin : Jean Giraud
- 15. Ballade pour un cercueil, Dargaud, 1974
Scénario : Jean-Michel Charlier - Dessin : Jean Giraud
- 16. Le Hors-la-loi, Dargaud, 1974
Scénario : Jean-Michel Charlier - Dessin : Jean Giraud
- 17. Angel Face, Dargaud, 1975
Scénario : Jean-Michel Charlier - Dessin : Jean Giraud -  (ISBN 2-205-00910-9)
- 18. Nez Cassé, Dargaud, 1980
Scénario : Jean-Michel Charlier - Dessin : Jean Giraud -  (ISBN 2-205-01636-9)
- 19. La Longue Marche, Fleurus presse, 1980
Scénario : Jean-Michel Charlier - Dessin : Jean Giraud -  (ISBN 2-215-00365-0)
- 20. La Tribu fantôme, Hachette, 1982
Scénario : Jean-Michel Charlier - Dessin : Jean Giraud -  (ISBN 2-01-008735-6)
- 21. La Dernière Carte, Hachette, 1983
Scénario : Jean-Michel Charlier - Dessin : Jean Giraud -  (ISBN 2-01-009683-5)
- 22. Le Bout de la piste, Novedi, 1986
Scénario : Jean-Michel Charlier - Dessin : Jean Giraud -  (ISBN 2-8039-0034-3)
- 23. Arizona Love, Alpen Publishers, 1990
Scénario : Jean-Michel Charlier (22 premières planches) et Jean Giraud - Dessin : Jean Giraud -  (ISBN 978-2-7316-0779-6)

#### Brice Bolt
- 1. L'Archipel de l'épouvante, Dupuis, Marcinelle, 1984
Scénario : Jean-Michel Charlier - Dessin : Aldoma Puig - Couleurs : quadrichromie -  (ISBN 2-8001-1046-5) — Préface : M. Archive.
- 2. L'Empire de Satan[95], Dupuis, Marcinelle, 1er trimestre 1985
Scénario : Jean-Michel Charlier - Dessin : Aldoma Puig - Couleurs : quadrichromie -  (ISBN 2-8001-1048-1)

#### Buck Danny (Les Aventures de)
- 1. Les Japs attaquent, Dupuis, 1948
Scénario : Jean-Michel Charlier - Dessin : Victor Hubinon
- 2. Les Mystères de Midway, Dupuis, 1948
Scénario : Jean-Michel Charlier - Dessin : Victor Hubinon
- 3. La Revanche des Fils du Ciel, Dupuis, 1950
Scénario : Jean-Michel Charlier - Dessin : Victor Hubinon
- 4. Les Tigres volants, Dupuis, 1951
Scénario : Jean-Michel Charlier - Dessin : Victor Hubinon
- 5. Dans les griffes du Dragon Noir, Dupuis, 1951
Scénario : Jean-Michel Charlier - Dessin : Victor Hubinon
- 6. Attaque en Birmanie, Dupuis, 1952
Scénario : Jean-Michel Charlier - Dessin : Victor Hubinon
- 7. Les Trafiquants de la mer rouge, Dupuis, 1952
Scénario : Jean-Michel Charlier - Dessin : Victor Hubinon
- 8. Les Pirates du désert, Dupuis, 1952
Scénario : Jean-Michel Charlier - Dessin : Victor Hubinon
- 9. Les Gangsters du pétrole, Dupuis, 1953
Scénario : Jean-Michel Charlier - Dessin : Victor Hubinon
- 10. Pilotes d'essai, Dupuis, 1953
Scénario : Jean-Michel Charlier - Dessin : Victor Hubinon
- 11. Ciel de Corée, Dupuis, 1954
Scénario : Jean-Michel Charlier - Dessin : Victor Hubinon
- 12. Avions sans pilotes, Dupuis, 1954
Scénario : Jean-Michel Charlier - Dessin : Victor Hubinon
- 13. Un avion n'est pas rentré, Dupuis, 1954
Scénario : Jean-Michel Charlier - Dessin : Victor Hubinon
- 14. Patrouille à l'aube, Dupuis, 1955
Scénario : Jean-Michel Charlier - Dessin : Victor Hubinon
- 15. « NC-22654 » ne répond plus, Dupuis, 1957
Scénario : Jean-Michel Charlier - Dessin : Victor Hubinon
- 16. Menace au Nord, Dupuis, 1957
Scénario : Jean-Michel Charlier - Dessin : Victor Hubinon
- 17. Buck Danny contre Lady X, Dupuis, 1958
Scénario : Jean-Michel Charlier - Dessin : Victor Hubinon
- 18. Alerte en Malaisie, Dupuis, 1958
Scénario : Jean-Michel Charlier - Dessin : Victor Hubinon
- 19. Le Tigre de Malaisie, Dupuis, 1959
Scénario : Jean-Michel Charlier - Dessin : Victor Hubinon
- 20. S.O.S. soucoupes volantes !, Dupuis, 1959
Scénario : Jean-Michel Charlier - Dessin : Victor Hubinon
- 21. Un prototype a disparu, Dupuis, 1960
Scénario : Jean-Michel Charlier - Dessin : Victor Hubinon
- 22. Top secret, Dupuis, 1960
Scénario : Jean-Michel Charlier - Dessin : Victor Hubinon
- 23. Mission vers la vallée perdue, Dupuis, 1960
Scénario : Jean-Michel Charlier - Dessin : Victor Hubinon
- 24. Prototype FX-13, Dupuis, 1961
Scénario : Jean-Michel Charlier - Dessin : Victor Hubinon
- 25. Escadrille ZZ, Dupuis, 1961
Scénario : Jean-Michel Charlier - Dessin : Victor Hubinon
- 26. Le Retour des Tigres Volants, Dupuis, 1962
Scénario : Jean-Michel Charlier - Dessin : Victor Hubinon
- 27. Les Tigres Volants à la rescousse !, Dupuis, 1962
Scénario : Jean-Michel Charlier - Dessin : Victor Hubinon
- 28. Tigres volants contre pirates, Dupuis, 1962
Scénario : Jean-Michel Charlier - Dessin : Victor Hubinon
- 29. Opération « Mercury », Dupuis, 1964
Scénario : Jean-Michel Charlier - Dessin : Victor Hubinon
- 30. Les Voleurs de satellites, Dupuis, 1964
Scénario : Jean-Michel Charlier - Dessin : Victor Hubinon
- 31. X-15, Dupuis, 1965
Scénario : Jean-Michel Charlier - Dessin : Victor Hubinon
- 32. Alerte à Cap Kennedy, Dupuis, 1965
Scénario : Jean-Michel Charlier - Dessin : Victor Hubinon
- 33. Le Mystère des avions fantômes, Dupuis, 1966
Scénario : Jean-Michel Charlier - Dessin : Victor Hubinon -  (ISBN 2-8001-0070-2)
- 34. Alerte atomique, Dupuis, 1967
Scénario : Jean-Michel Charlier - Dessin : Victor Hubinon -  (ISBN 2-8001-0071-0)
- 35. L'Escadrille de la mort, Dupuis, 1968
Scénario : Jean-Michel Charlier - Dessin : Victor Hubinon -  (ISBN 2-8001-0072-9)
- 36. Les Anges bleus, Dupuis, 1970
Scénario : Jean-Michel Charlier - Dessin : Victor Hubinon -  (ISBN 2-8001-0073-7)
- 37. Le Pilote au masque de cuir, Dupuis, 1971
Scénario : Jean-Michel Charlier - Dessin : Victor Hubinon -  (ISBN 2-8001-0074-5)
- 38. La Vallée de la mort verte, Dupuis, 1973
Scénario : Jean-Michel Charlier - Dessin : Victor Hubinon -  (ISBN 2-8001-0337-X)
- 39. Requins en Mer de Chine, Dupuis, 1977
Scénario : Jean-Michel Charlier - Dessin : Victor Hubinon -  (ISBN 2-8001-0519-4)
- 40. « Ghost queen », Dupuis, 1979
Scénario : Jean-Michel Charlier - Dessin : Victor Hubinon -  (ISBN 2-8001-0630-1)
- 41. Mission Apocalypse, Hachette Livre, 1983
Scénario : Jean-Michel Charlier - Dessin : Francis Bergèse -  (ISBN 2-01-009422-0)
- 42. Les Pilotes de l'enfer, Novedi, 1984
Scénario : Jean-Michel Charlier - Dessin : Francis Bergèse -  (ISBN 2-8039-0014-9)
- 43. Le Feu du ciel, Novedi, 1986
Scénario : Jean-Michel Charlier - Dessin : Francis Bergèse -  (ISBN 2-8039-0030-0)
- 44. Les « Agresseurs », Novedi, 1988
Scénario : Jean-Michel Charlier - Dessin : Francis Bergèse -  (ISBN 2-8039-0054-8)

#### Clairette
- 1. Clairette[96], Sangam, Bordeaux, juin 2009
Scénario : Jean-Michel Charlier - Dessin : Albert Uderzo - Couleurs : noir et blanc -  (ISBN 978-2-9524293-6-8)

#### Dan Cooper
- 5. Duel dans le ciel, Le Lombard, 1962
Scénario : Jean-Michel Charlier - Dessin : Albert Weinberg
- 6. Coup d'audace, Le Lombard, 1963
Scénario : Jean-Michel Charlier - Dessin : Albert Weinberg
- 7. L'Escadrille des Jaguars, Le Lombard, 1964
Scénario : Jean-Michel Charlier - Dessin : Albert Weinberg

#### Fanfan et Polo
- Fanfan et Polo aviateurs, La Libre Belgique, Bruxelles, 1951
Scénario : Jean-Michel Charlier - Dessin : Dino Attanasio

#### Gringos (Les)
- 1. Viva la revolucion[97] !, Fleurus, Paris, 1979
Scénario : Jean-Michel Charlier - Dessin : Víctor de la Fuente -  (ISBN 2-215-00294-8)
- 2. Viva Villa !, Fleurus, Paris, 1980
Scénario : Jean-Michel Charlier - Dessin : Víctor de la Fuente -  (ISBN 2-215-00361-8)
- 3. Viva Adelita, Alpen Publishers, Genève, 1992
Scénario : Jean-Michel Charlier (13 premières planches) et Guy Vidal - Dessin : Víctor de la Fuente -  (ISBN 2-7316-1030-1)

#### Guy Lebleu
- 1. Allo D.M.A., Glénat, Grenoble, 1976
Scénario : Jean-Michel Charlier - Dessin : Raymond Poïvet -  (ISBN 2-7234-0032-8)
- 2. La Cité Secrète de la Mort, Glénat, Grenoble, 1976
Scénario : Jean-Michel Charlier - Dessin : Raymond Poïvet -  (ISBN 2-7234-0039-5)

#### Jacques Le Gall
- 1. L'Œil de Kali, Dupuis, coll. « Péchés de jeunesse », Marcinelle, 4e trimestre 1980
Scénario : Jean-Michel Charlier - Dessin : Mitacq -  (ISBN 2-8001-0712-X) — Préface : M. Archive.
- 2. La Déesse noire, Dupuis, coll. « Péchés de jeunesse », Marcinelle, 1981
Scénario : Jean-Michel Charlier - Dessin : Mitacq - Couleurs : quadrichromie -  (ISBN 2-8001-0733-2) — Préface : M. Archive.
- 3. Les Naufrageurs, Dupuis, Marcinelle, 1er trimestre 1985
Scénario : Jean-Michel Charlier - Dessin : Mitacq -  (ISBN 2-8001-1087-2)
- HS. Premières Aventures, Dupuis, Marcinelle, 1984
Scénario : Jean-Michel Charlier - Dessin : Mitacq - Couleurs : noir et blanc -  (ISBN 2-8001-1030-9) — Préface : M. Archive.

#### Jean Valhardi
- 3. Le Château maudit, Dupuis, Marcinelle, 1953
Scénario : Jean-Michel Charlier - Dessin : Eddy Paape - Couleurs : quadrichromie
- 4. Le Rayon super-gamma, Dupuis, Marcinelle, 1954
Scénario : Jean-Michel Charlier - Dessin : Eddy Paape - Couleurs : quadrichromie
- 5. La Machine à conquérir le monde, Dupuis, Marcinelle, 1956
Scénario : Jean-Michel Charlier - Dessin : Eddy Paape - Couleurs : quadrichromie
- 7. Le Gang du diamant, Dupuis, Marcinelle, 1958
Scénario : Jean-Michel Charlier - Dessin : Jijé - Couleurs : quadrichromie

#### Jeunesse de Blueberry (La)
- 1. La Jeunesse de Blueberry, Dargaud, 1975
Scénario : Jean-Michel Charlier - Dessin : Jean Giraud -  (ISBN 2-205-00778-5)
- 2. Un Yankee nommé Blueberry, Dargaud, Neuilly-sur-Seine, 1979
Scénario : Jean-Michel Charlier - Dessin : Jean Giraud - Couleurs : Paris -  (ISBN 2-205-01485-4)
- 3. Cavalier bleu, Dargaud, 1979
Scénario : Jean-Michel Charlier - Dessin : Jean Giraud -  (ISBN 2-205-01585-0)
- 4. Les Démons du Missouri, Novedi, Bruxelles, 1985
Scénario : Jean-Michel Charlier - Dessin : Colin Wilson -  (ISBN 2-8039-0026-2)
- 5. Terreur sur le Kansas, Novedi, Bruxelles, 1987
Scénario : Jean-Michel Charlier - Dessin : Colin Wilson -  (ISBN 2-8039-0046-7)
- 6. Le Raid infernal, Novedi, Bruxelles, 1990
Scénario : Jean-Michel Charlier et François Corteggiani - Dessin : Colin Wilson -  (ISBN 2-8039-0064-5) — (28 premières planches).

#### Jim Cutlass
- 1. Mississippi River, Les Humanoïdes associés, 1979
Scénario : Jean-Michel Charlier - Dessin : Jean Giraud -  (ISBN 2-7316-0009-8)
- 2. L'Homme de la Nouvelle-Orléans, Casterman, 1991
Scénario : Jean-Michel Charlier et Jean Giraud - Dessin : Christian Rossi -  (ISBN 2-203-34702-3) — (36 premières planches).

### Littérature d'enfance et de jeunesse
- Jean-Michel Charlier (ill. Jijé), L'Avion qui tuait ses pilotes : Une aventure de Tanguy et Laverdure, Paris, Hachette, coll. « Bibliothèque verte » (no 463), 1971, 186 p., 17 cm (OCLC 1010116561, BNF 35143365).
- Jean-Michel Charlier, Max Larcher et les Samouraïs, Paris, Hachette, coll. « Point rouge » (no 1), 1972, 187 p., 17 cm (OCLC 1284863529).

### Périodiques
| Série                     | Titre                           | Co-auteur      | Début   | Fin     |
| ------------------------- | ------------------------------- | -------------- | ------- | ------- |
|                           | L'Agonie du Bismarck            | Victor Hubinon | no 439  | no 454  |
| Buck Danny                | Les Japs attaquent              | Victor Hubinon | no 455  | no 505  |
| Buck Danny                | Les Mystères de Midway          | Victor Hubinon | no 506  | no 548  |
| Buck Danny                | La Revanche des Fils du Ciel    | Victor Hubinon | no 548  | no 604  |
| Buck Danny                | Les Tigres volants              | Victor Hubinon | no 605  | no 635  |
| Surcouf                   | Roi des corsaires               | Victor Hubinon | no 605  | no 738  |
| Buck Danny                | Dans les griffes du Dragon Noir | Victor Hubinon | no 636  | no 659  |
| Buck Danny                | Attaque en Birmanie             | Victor Hubinon | no 660  | no 683  |
| Buck Danny                | Les Trafiquants de la mer rouge | Victor Hubinon | no 685  | no 709  |
| Jean Valhardi             | Jean Valhardi contre le monstre | Eddy Paape     | no 704  | no 745  |
| Buck Danny                | Les Pirates du désert           | Victor Hubinon | no 710  | no 730  |
| Buck Danny                | Les Gangsters du pétrole        | Victor Hubinon | no 736  | no 757  |
| Jean Valhardi             | Le Rayon de la mort             | Eddy Paape     | no 752  | no 797  |
| Buck Danny                | Pilotes d'essai                 | Victor Hubinon | no 758  | no 780  |
| Buck Danny                | Ciel de Corée                   | Victor Hubinon | no 783  | no 805  |
| Jean Valhardi             | La Machine à conquérir le monde | Eddy Paape     | no 798  | no 840  |
| Buck Danny                | Avions sans pilotes             | Victor Hubinon | no 806  | no 828  |
| Kim Devil                 | La Cité perdue                  | Gérald Forton  | no 820  | no 849  |
| Buck Danny                | Un avion n'est pas rentré       | Victor Hubinon | no 832  | no 854  |
| Kim Devil                 | Le Peuple en dehors du temps    | Gérald Forton  | no 858  | no 872  |
| Buck Danny                | Patrouille à l'aube             | Victor Hubinon | no 863  | no 885  |
| La Patrouille des Castors | Le Mystère de Grosbois          | Mitacq         | no 867  | no 885  |
|                           | Mermoz                          | Victor Hubinon | no 876  | no 930  |
| Buck Danny                | « NC-22654 » ne répond plus     | Victor Hubinon | no 887  | no 907  |
| Kim Devil                 | Le Monde disparu                | Gérald Forton  | no 895  | no 915  |
| La Patrouille des Castors | Le Disparu de Ker-Aven          | Mitacq         | no 902  | no 925  |
| Buck Danny                | Menace au Nord                  | Victor Hubinon | no 909  | no 929  |
| Kim Devil                 | Le Mystère du Dieu blanc        | Gérald Forton  | no 927  | no 947  |
| Buck Danny                | Buck Danny contre Lady X        | Victor Hubinon | no 931  | no 954  |
| La Patrouille des Castors | L'Inconnu de la Villa Mystère   | Mitacq         | no 934  | no 961  |
| Buck Danny                | Alerte en Malaisie              | Victor Hubinon | no 957  | no 977  |
| La Patrouille des Castors | Sur la piste de Mowgli          | Mitacq         | no 970  | no 922  |
| Buck Danny                | Le Tigre de Malaisie            | Victor Hubinon | no 982  | no 1003 |
| Thierry le Chevalier      | Le Chevalier sans nom           | Carlos Laffond | no 989  | no 1017 |
| La Patrouille des Castors | La Bouteille à la mer           | Mitacq         | no 999  | no 1025 |
| Buck Danny                | S.O.S. soucoupes volantes !     | Victor Hubinon | no 1005 | no 1026 |
| Buck Danny                | Un prototype a disparu          | Victor Hubinon | no 1030 | no 1051 |
| La Patrouille des Castors | Le Trophée de Rochecombe        | Mitacq         | no 1036 | no 1077 |
| Thierry le Chevalier      | Pour Dieu et pour le Roi        | Carlos Laffond | no 1038 | no 1074 |
| Buck Danny                | Top secret                      | Victor Hubinon | no 1054 | no 1075 |
| Marc Dacier               | Marc Dacier                     | Eddy Paape     | no 1059 | no 1081 |
| Buck Danny                | Mission vers la vallée perdue   | Victor Hubinon | no 1078 | no 1099 |
| La Patrouille des Castors | Le Secret des Monts Tabou       | Mitacq         | no 1082 | no 1116 |
| Thierry le Chevalier      | Le Roi captif                   | Carlos Laffond | no 1084 | no 1115 |
| Marc Dacier               | À la poursuite du soleil !      | Eddy Paape     | no 1085 | no 1116 |
| Buck Danny                | Prototype FX-13                 | Victor Hubinon | no 1104 | no 1125 |
| La Patrouille des Castors | Le Hameau englouti              | Mitacq         | no 1117 | no 1144 |
| Marc Dacier               | Au-delà du Pacifique            | Eddy Paape     | no 1118 | no 1140 |
| Buck Danny                | Escadrille ZZ                   | Victor Hubinon | no 1127 | no 1148 |
| Simba Lee                 | Safari vers Dialo               | Herbert        | no 1138 | no 1163 |
| Marc Dacier               | Les Secrets de la mer de corail | Eddy Paape     | no 1151 | no 1174 |
| Buck Danny                | Le Retour des Tigres Volants    | Victor Hubinon | no 1160 | no 1181 |
| La Patrouille des Castors | Le Traître sans visage          | Mitacq         | no 1161 | no 1182 |
| Marc Dacier               | Le Péril guette sous la mer     | Eddy Paape     | no 1183 | no 1207 |

| Série                     | Titre                               | Co-auteur                | Début   | Fin     |
| ------------------------- | ----------------------------------- | ------------------------ | ------- | ------- |
| Buck Danny                | Les Tigres Volants à la rescousse ! | Victor Hubinon           | no 1183 | no 1209 |
| Thierry le Chevalier      | La Couronne de fer                  | Carlos Laffond           | no 1183 | no 1226 |
| Simba Lee                 | La Réserve de Karapata              | Herbert                  | no 1192 | no 1214 |
| La Patrouille des Castors | Le Signe indien                     | Mitacq                   | no 1205 | no 1248 |
| Buck Danny                | Tigres volants contre pirates       | Victor Hubinon           | no 1225 | no 1246 |
| Marc Dacier               | Les Sept Cités de Cibola            | Eddy Paape               | no 1230 | no 1251 |
| Buck Danny                | Opération « Mercury »               | Victor Hubinon           | no 1249 | no 1283 |
| La Patrouille des Castors | Les Loups écarlates                 | Mitacq                   | no 1276 | no 1297 |
| Marc Dacier               | La Main noire                       | Eddy Paape               | no 1277 | no 1298 |
| Buck Danny                | Les Voleurs de satellites           | Victor Hubinon           | no 1284 | no 1310 |
| Marc Dacier               | L'Abominable Homme des Andes        | Eddy Paape               | no 1299 | no 1320 |
| La Patrouille des Castors | Menace en Camargue                  | Mitacq                   | no 1300 | no 1321 |
| Buck Danny                | X-15                                | Victor Hubinon           | no 1320 | no 1342 |
| Marc Dacier               | L'Empire du soleil                  | Eddy Paape               | no 1323 | no 1344 |
| La Patrouille des Castors | La Couronne cachée                  | Mitacq                   | no 1343 | no 1364 |
| Marc Dacier               | Les Négriers du ciel                | Eddy Paape               | no 1349 | no 1370 |
| Buck Danny                | Alerte à Cap Kennedy                | Victor Hubinon           | no 1355 | no 1376 |
|                           | Les Aventures de Marco Polo         | Octave Joly Paul Ramboux | no 1367 | no 1388 |
| La Patrouille des Castors | Le Chaudron du Diable               | Mitacq                   | no 1378 | no 1399 |
| Marc Dacier               | Chasse à l'homme                    | Eddy Paape               | no 1385 | no 1406 |
| Buck Danny                | Le Mystère des avions fantômes      | Victor Hubinon           | no 1393 | no 1414 |
| La Patrouille des Castors | Le Mystère de l'autobus hanté       | Mitacq                   | no 1415 | no 1436 |
| Marc Dacier               | L'Or du « Vent d'est »              | Eddy Paape               | no 1423 | no 1451 |
| Buck Danny                | Alerte atomique                     | Victor Hubinon           | no 1426 | no 1458 |
| La Patrouille des Castors | Le Fantôme                          | Mitacq                   | no 1459 | no 1501 |
| Marc Dacier               | Le Train fantôme                    | Eddy Paape               | no 1522 | no 1543 |
| Buck Danny                | L'Escadrille de la mort             | Victor Hubinon           | no 1526 | no 1544 |
| Buck Danny                | Les Anges bleus                     | Victor Hubinon           | no 1607 | no 1627 |
| Brice Bolt                | L'Archipel de l'épouvante           | Aldoma Puig              | no 1707 | no 1728 |
| La Patrouille des Castors | Le Pays de la mort                  | Mitacq                   | no 1722 | no 1740 |
| Brice Bolt                | L'Empire de Satan                   | Aldoma Puig              | no 1770 | no 1793 |
| La Patrouille des Castors | Les Démons de la nuit               | Mitacq                   | no 1781 | no 1802 |
| La Patrouille des Castors | Vingt milliards sous la terre       | Mitacq                   | no 1843 | no 1864 |
| La Patrouille des Castors | El Demonio                          | Mitacq                   | no 1933 | no 1968 |
| Buck Danny                | Requins en Mer de Chine             | Victor Hubinon           | no 1965 | no 1983 |
| La Patrouille des Castors | Passeport pour le néant             | Mitacq                   | no 2087 | no 2108 |
| Buck Danny                | « Ghost queen »                     | Victor Hubinon           | no 2088 | no 2108 |
|                           | Michel Brazier                      | André Chéret             | no 2142 | no 2157 |
| La Patrouille des Castors | Prisonniers du large                | Mitacq                   | no 2160 | no 2180 |
| Blueberry                 | La Dernière Carte                   | Jean Giraud              | no 2380 | no 2383 |

| Série               | Titre                          | Co-auteur      | Début  | Fin    |
| ------------------- | ------------------------------ | -------------- | ------ | ------ |
| Tanguy et Laverdure | L'École des Aigles             | Albert Uderzo  | no 1   | no 67  |
| Barbe-Rouge         | Le Démon des Caraïbes          | Victor Hubinon | no 1   | no 40  |
| Jacques Le Gall     | Jacques Le Gall contre l'ombre | Mitacq         | no 1   | no 61  |
| Poum et Rosine      | Rosine petite fille modèle     | Martial        | no 14  | no 24  |
| Barbe-Rouge         | Le Roi des sept mers           | Victor Hubinon | no 42  | no 90  |
| Jacques Le Gall     | Le Lac de l'épouvante          | Mitacq         | no 65  | no 129 |
| Tanguy et Laverdure | Danger dans le ciel            | Albert Uderzo  | no 75  | no 118 |
| Barbe-Rouge         | Le Capitaine sans nom          | Victor Hubinon | no 92  | no 114 |
| Guy Lebleu          | Allô D.M.A.                    | Raymond Poïvet | no 105 | no 134 |
| Barbe-Rouge         | Défi au Roy                    | Victor Hubinon | no 115 | no 143 |
| Tanguy et Laverdure | Escadrille des cigognes        | Albert Uderzo  | no 122 | no 171 |
| Belloy              | Chevalier sans armure          | Albert Uderzo  | no 133 | no 155 |
| Jacques Le Gall     | L'Œil de Kali                  | Mitacq         | no 138 | no 183 |
| Guy Lebleu          | Allô D.M.A.                    | Raymond Poïvet | no 139 | no 239 |
| Barbe-Rouge         | Le Fils de Barbe-Rouge         | Victor Hubinon | no 148 | no 171 |
| Belloy              | La Princesse captive           | Albert Uderzo  | no 156 | no 178 |
| Barbe-Rouge         | Le Vaisseau fantôme            | Victor Hubinon | no 172 | no 194 |
| Tanguy et Laverdure | Mirage sur l'Orient            | Albert Uderzo  | no 175 | no 218 |
| Belloy              | Le Baron maudit                | Albert Uderzo  | no 179 | no 200 |
| Jacques Le Gall     | La Déesse noire                | Mitacq         | no 190 | no 238 |
| Barbe-Rouge         | L'Île de l'homme mort          | Victor Hubinon | no 195 | no 219 |
| Blueberry           | Fort Navajo                    | Jean Giraud    | no 210 | no 232 |
| Barbe-Rouge         | La Fin du Faucon Noir          | Victor Hubinon | no 220 | no 265 |
| Tanguy et Laverdure | Canon bleu a disparu           | Albert Uderzo  | no 222 | no 265 |
| Blueberry           | Tonnerre à l'ouest             | Jean Giraud    | no 236 | no 258 |
| Tiger Joe           | La Piste des éléphants         | Victor Hubinon | no 240 | no 262 |
| Guy Lebleu          | Les Pirates de la nuit         | Raymond Poïvet | no 259 | no 286 |
| Blueberry           | L'Aigle solitaire              | Jean Giraud    | no 261 | no 285 |
| Tiger Joe           | La Piste de l'ivoire           | Victor Hubinon | no 263 | no 285 |
| Barbe-Rouge         | Mort ou vif                    | Victor Hubinon | no 266 | no 288 |
| Tanguy et Laverdure | Cap zéro                       | Albert Uderzo  | no 267 | no 308 |
| Tiger Joe           | Le Mystère des hommes-léopards | Victor Hubinon | no 286 | no 308 |
| Blueberry           | Le Cavalier perdu              | Jean Giraud    | no 288 | no 311 |
| Guy Lebleu          | L'Organisation XXX             | Raymond Poïvet | no 289 | no 302 |
| Barbe-Rouge         | Le Trésor de Barbe-Rouge       | Victor Hubinon | no 290 | no 312 |
| Guy Lebleu          | Mort en tous genres            | Raymond Poïvet | no 303 | no 316 |
| Tanguy et Laverdure | Les Pirates du ciel            | Albert Uderzo  | no 309 | no 355 |

| Série               | Titre                            | Co-auteur                      | Début  | Fin    |
| ------------------- | -------------------------------- | ------------------------------ | ------ | ------ |
| Jacques Le Gall     | Le Secret des Templiers          | Mitacq                         | no 309 | no 349 |
| Blueberry           | La Piste des Navajos             | Jean Giraud                    | no 313 | no 335 |
| Barbe-Rouge         | La Mission secrète de l'Épervier | Victor Hubinon                 | no 314 | no 336 |
| Guy Lebleu          | La Cité secrète de la mort       | Raymond Poïvet                 | no 319 | no 336 |
| Blueberry           | L'Homme à l'étoile d'argent      | Jean Giraud                    | no 337 | no 360 |
| Barbe-Rouge         | Barbe-Rouge à la rescousse !     | Victor Hubinon                 | no 338 | no 361 |
| Guy Lebleu          | 15 milliards de diamants         | Raymond Poïvet                 | no 352 | no 389 |
| Jacques Le Gall     | Les Naufrageurs                  | Mitacq                         | no 363 | no 390 |
| Tanguy et Laverdure | Mission spéciale                 | Albert Uderzo Jijé             | no 363 | no 393 |
| Blueberry           | Le Cheval de fer                 | Jean Giraud                    | no 370 | no 392 |
| Barbe-Rouge         | Le Pirate sans visage            | Victor Hubinon Eddy Paape Jijé | no 375 | no 411 |
| Tanguy et Laverdure | Les Anges noirs                  | Jijé                           | no 395 | no 417 |
| Blueberry           | L'Homme au poing d'acier         | Jean Giraud                    | no 397 | no 419 |
| Barbe-Rouge         | Sus aux barbaresques !           | Victor Hubinon                 | no 415 | no 438 |
| Tanguy et Laverdure | Destination Pacifique            | Jijé                           | no 419 | no 441 |
| Blueberry           | La Piste des Sioux               | Jean Giraud                    | no 427 | no 449 |
| Tanguy et Laverdure | Menace de mort sur Tahiti        | Jijé                           | no 443 | no 467 |
| Barbe-Rouge         | La Captive des Maures            | Victor Hubinon                 | no 447 | no 470 |
| Blueberry           | Général “Tête Jaune”             | Jean Giraud                    | no 453 | no 476 |
| Tanguy et Laverdure | Lieutenant double-bang           | Jijé                           | no 477 | no 499 |
| Tanguy et Laverdure | Baroud sur le desert             | Jijé                           | no 506 | no 529 |
| Blueberry           | La Mine de l'Allemand perdu      | Jean Giraud                    | no 497 | no 519 |
| Blueberry           | Le Spectre aux balles d'or       | Jean Giraud                    | no 532 | no 557 |
| Tanguy et Laverdure | Les Vampires attaquent la nuit   | Jijé                           | no 540 | no 563 |
| Blueberry           | Chihuahua Pearl                  | Jean Giraud                    | no 566 | no 588 |
| Tanguy et Laverdure | La Terreur vient du ciel         | Jijé                           | no 579 | no 606 |
| Blueberry           | L'Homme qui valait 500 000 $     | Jean Giraud                    | no 605 | no 627 |
| Blueberry           | Ballade pour un cercueil         | Jean Giraud                    | no 647 | no 679 |

| Série               | Titre                               | Co-auteur                      | Périodique         | Début       | Fin         |
| ------------------- | ----------------------------------- | ------------------------------ | ------------------ | ----------- | ----------- |
|                     | Joe la Tornade                      | Victor Hubinon Albert Weinberg | Bimbo              |             |             |
|                     | Tarawa, atoll sanglant              | Victor Hubinon                 | Le Moustique       |             |             |
| Belloy              | La Princesse captive                | Albert Uderzo                  | Wallonie           |             |             |
| Belloy              | Le Baron maudit                     | Albert Uderzo                  | Wallonie           |             |             |
| Belloy              | L'Homme qui avait peur de son ombre | Albert Uderzo                  | Wallonie           |             |             |
| Tiger Joe           | Le Cimetière des éléphants          | Victor Hubinon                 | La Libre Belgique  |             |             |
| Tiger Joe           | La Piste de l'ivoire                | Victor Hubinon                 | La Libre Belgique  |             |             |
| Tiger Joe           | Le Mystère des hommes léopards      | Victor Hubinon                 | La Libre Belgique  |             |             |
| Fanfan et Polo      | Fanfan et Polo aviateurs            | Dino Attanasio                 | La Libre Belgique  |             |             |
| Fanfan et Polo      | Fanfan et Polo dans la lune         | Dino Attanasio                 | La Libre Belgique  |             |             |
| Alain et Christine  | La Fleur merveilleuse               | Martial                        | La Libre Belgique  |             |             |
| Alain et Christine  | Le Pays enchanté                    | Martial                        | La Libre Belgique  |             |             |
| Alain et Christine  | Le Royaume des fées                 | Martial                        | La Libre Belgique  |             |             |
| Alain et Christine  | Le Petit Prince d'Arabie            | Martial                        | La Libre Belgique  |             |             |
|                     | Rosine, petite fille modèle         | Martial                        | Pistolin           |             |             |
| André Lefort        | L'Énigme du diadème d'or            | Eddy Paape                     | Risque-Tout        |             |             |
| Tanguy et Laverdure | Mission « dernière chance »         | Jijé                           | Tintin             | no H16      | no H21      |
| Tanguy et Laverdure | Un DC.8 a disparu                   | Jijé                           | Tintin             | no H43      | no H47      |
| Blueberry           | Angel Face                          | Jean Giraud                    | Tintin             | no N1       | no N9       |
| Tanguy et Laverdure | La Mystérieuse Escadre Delta        | Jijé                           | Super As           | no 1        | no 8        |
| Barbe-Rouge         | Raid sur la Corne d'Or              | Jijé                           | Super As           | no 1        | no 8        |
| Blueberry           | Nez Cassé                           | Jean Giraud                    | Super As           | no 1        | no 10       |
| Barbe-Rouge         | L'Île des vaisseaux perdus          | Jijé                           | Super As           | no 35       | no 42       |
| Blueberry           | La Longue Marche                    | Jean Giraud                    | Super As           | no 69 no 85 | no 72 no 87 |
| Tanguy et Laverdure | Opération Tonnerre                  | Jijé Patrice Serres            | Le Pèlerin         |             |             |
| Tanguy et Laverdure | Plan de vol pour l'enfer            | Patrice Serres                 | Le Pèlerin         |             |             |
| Tanguy et Laverdure | L'Espion venu du ciel               | Patrice Serres                 | Le Pèlerin         |             |             |
| Blueberry           | La Tribu fantôme                    | Jean Giraud                    | L'Écho des savanes | no 81       | no 83       |
| Blueberry           | Le Bout de la piste                 | Jean Giraud                    | Libération         |             |             |
| Tanguy et Laverdure | Survol interdit                     | Al Coutelis                    | Le Moustique       |             |             |
| Barbe-Rouge         | Les Révoltés de la Jamaïque         | Patrice Pellerin               | Le Moustique       |             |             |

## Style
Au-delà du techno-thriller parfaitement documenté et crédible, le style de Charlier (surnommé parfois l'« Eugène Sue de la BD ») se reconnaît à plusieurs traits caractéristiques qui sont probablement parfois auto-parodiques :
- l'expression « j'ai cru que mes poumons allaient éclater », énoncée par un personnage ayant réalisé une longue plongée en apnée ; « c'est un vrai suicide », à propos de telle action prévue par le héros de l'histoire ; « c'est un vrai miracle », à propos d'un acte périlleux qu'il vient de réussir ;
- la fiche technique aéronautique en dernière case d'une page ;
- en plein milieu d'une action dramatique, le plan tactique de la situation, signalant les positions et les trajectoires du héros, de ses alliés et de ses ennemis ;
- des séquences burlesques à base de tarte à la crème, de patins à roulettes ou de pots de peinture, cherchant à détendre une scène d'exposition trop aride ou intense ;
- des ruses utilisées par les héros (Blueberry et Barbe-Rouge surtout) soit pour semer des poursuivants, soit pour simuler la présence d'une armée importante, alors que le héros est seul ;
- des cycles de plusieurs albums ayant la même trame de fond, captivant ainsi le lecteur sur une longue durée.

Jean-Michel Charlier est surtout un excellent narrateur sachant captiver ses lecteurs et les tenir en haleine du début jusqu'à la fin du récit. Le lecteur s'intéresse aux personnages, bons ou méchants. L'intrigue n'est pas seulement basée sur les faits proprement dits. Elle est souvent psychologique (personnage doutant de lui-même, personnage pris de remords et se remettant en cause, personnage soumis à un chantage, etc.). Le héros de l'histoire a généralement une personnalité de boy-scout (Buck Danny, Michel Tanguy) imposée par les critères de l'époque en matière de récits destinés à la jeunesse, mais les personnages secondaires se révèlent souvent beaucoup plus intéressants d'un point de vue psychologique.
En comparant les diverses séries de bandes dessinées écrites par Jean-Michel Charlier, on trouve souvent des scènes similaires. Par exemple, dans une aventure de Buck Danny (no 15 « NC-22654 » ne répond plus), un avion civil est abattu par erreur par des pirates qui visaient un transport d'or. Dans un album de Tanguy et Laverdure (no 8 Pirates du ciel), un autre avion civil est abattu par erreur par un mercenaire visant un dirigeant politique africain,. Dans ces deux récits, le héros et ses amis tendent un piège aux pirates du ciel, mais les mauvaises conditions météorologiques contrarient leur plan.

## Réception

### Distinctions
- Chevalier de l'ordre de Léopold[101]

### Prix et récompenses
En 1974, sa série Blueberry reçoit le prix Shazam de la meilleure série étrangère.

### Postérité
En 2021, le site BD Gest' le fait entrer dans le panthéon de la BD par le Hall of Fame franco-belge.